# Krebsliga Schweiz
Die Krebsliga Schweiz ist ein Verein, der sich schweizweit für die Krebsprävention und -früherkennung, die Forschungsförderung sowie die Unterstützung von Menschen mit Krebs und ihren Angehörigen einsetzt. Die gemeinnützige Organisation bietet kostenlose Beratung, publiziert themenspezifische Fachliteratur sowie Informationsbroschüren. Sie führt nationale Informations- und Präventionskampagnen unter anderem zu Brustkrebs, Darmkrebs und Hautkrebs durch und setzt sich in Zusammenarbeit mit Partnerorganisationen für die Tabakprävention, eine gesunde Ernährung und Bewegung ein. Weiter bietet sie Aus- und Weiterbildungen für Fachpersonen an.
Die Krebsliga Schweiz vereinigt als nationale Dachorganisation mit Sitz in Bern 18 kantonale und regionale Ligen. Sie wird vorwiegend durch Spenden finanziert und ist ZEWO-zertifiziert.

## Geschichte
Nach der Gründung der «Internationalen Vereinigung für Krebsforschung» 1908 in Berlin gab es in der Schweiz Bestrebungen zur Gründung eines nationalen Komitees zur Krebsforschung. Treibende Kräfte waren die Genfer «Société de la lutte contre le cancer», die seit 1907 bestand, und das eidgenössische Gesundheitsamt. Eine Beteiligung zugesagt hatten unter anderen die Ärzte Theodor Kocher (der Berner wurde 1909 als erster Chirurg mit dem Nobelpreis ausgezeichnet), Wilhelm Kolle und Albrecht Burckhardt.
Gegründet wurde die Krebsliga Schweiz 1910 unter dem Namen «Schweizerische Vereinigung für Krebsbekämpfung» in Bern.
Nach mehreren Namenswechseln im Laufe der Jahrzehnte wurde 2001 die heutige offizielle Bezeichnung eingeführt.

## Organisation

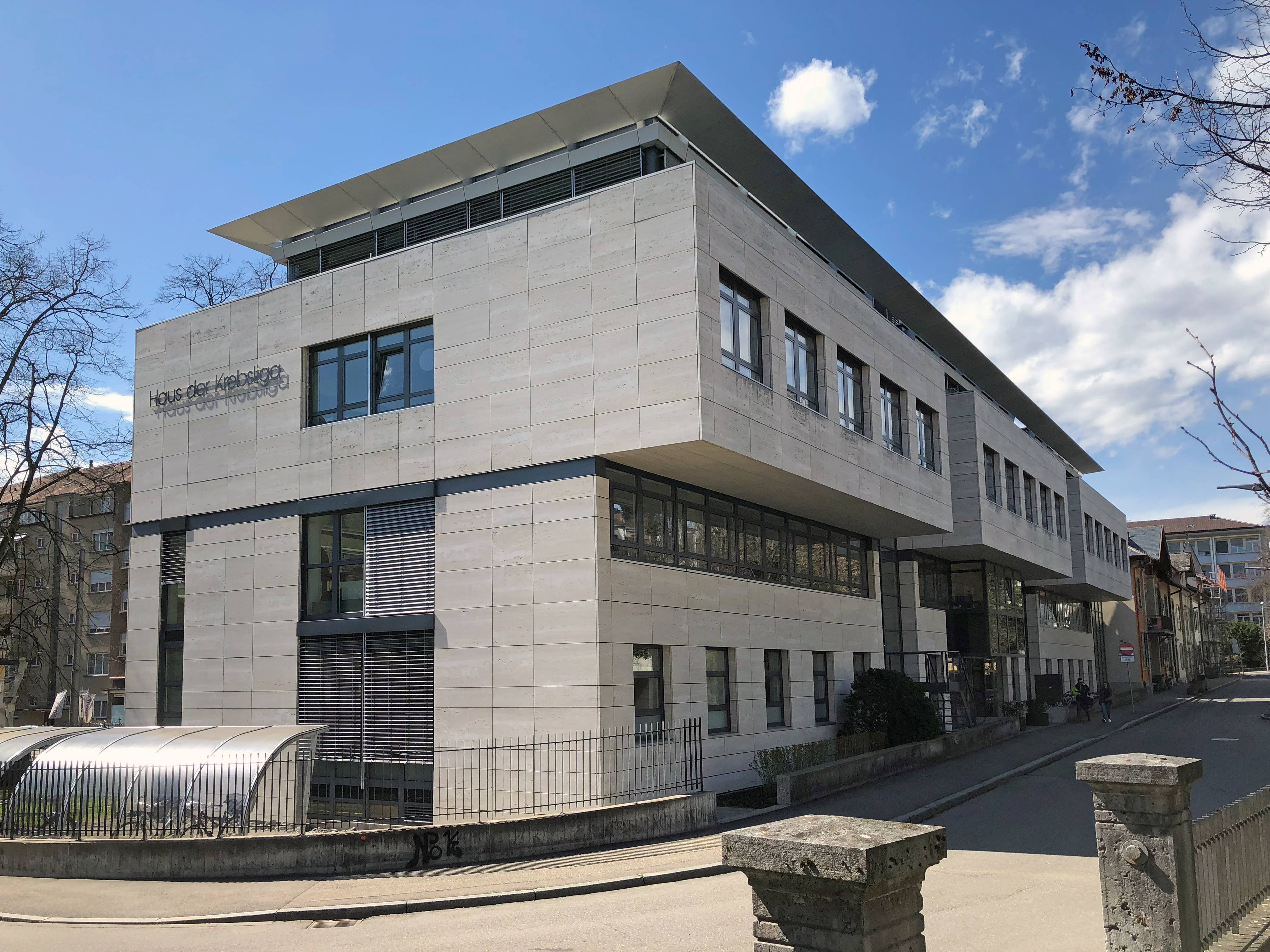
Das 1996 bezogene Haus der Krebsliga an der Effingerstrasse 40 in Bern wurde grösstenteils von privaten Gönnern finanziert.

Der Verein hat ausschliesslich Kollektivmitglieder. Dies sind die 18 kantonalen und regionalen Krebsligen, deren Vertretungen als oberstes Organ die Delegiertenversammlung bilden. Der Vorstand bildet das strategische Leitungsorgan des Vereins. Er besteht derzeit aus zwölf Mitgliedern. Für die operative Geschäftsführung zeichnet die fünfköpfige Geschäftsleitung verantwortlich. Sie setzt sich zusammen aus der Geschäftsführerin sowie den Leitenden der Fachbereiche („Beratung, Angebote & Bildung“, „Forschung, Innovation & Entwicklung“, „Marketing, Kommunikation & Mittelbeschaffung“, „Finanzen, Personal & Dienstleistungen“). Am Geschäftssitz der Krebsliga Schweiz in Bern sind rund 100 Mitarbeitende beschäftigt.
Die Krebsliga Schweiz arbeitet eng mit anderen Krebsorganisationen zusammen. Die Krebsliga Schweiz, die kantonalen und regionalen Krebsligen sowie die Partnerorganisation Krebsforschung Schweiz unterstützten im Jahr 2018 zahlreiche Forschungsprojekte gegen Krebs mit 30 Millionen Franken. Die Krebsliga engagiert sich auch für die Erarbeitung und Umsetzung von Massnahmen zur Krebsbekämpfung in der Schweiz, zum Beispiel in der 2020 beendeten Nationalen Strategie gegen Krebs, ein Programm verschiedener Organisationen und Behörden wie des Bundesamts für Gesundheit.